# Samsung Galaxy Store
Samsung Galaxy Store (dříve Samsung Galaxy Apps a Samsung Apps) je obchod s aplikacemi od Samsungu předinstalovaný na zařízeních Android od Samsungu a na zařízeních s OS Bada.
Aplikace byla spuštěna 14. září 2009 a je dostupná v 62 jazycích, včetně češtiny.
Aplikace byla dříve k dispozici jen v Asii a Evropě,  nyní je k dispozici ve více než 118 zemích.
Jsou zde aplikace jako Dailymotion, Pages jaunes, Uno, Gameloft, Mappy…
Aplikaci lze použít na zařízeních Galaxy Note (všechny generace), Galaxy S (všechny generace), ale také Galaxy Tab (všechny generace), Galaxy Grand 1 a 2, Galaxy Core, Galaxy Core Prime, a mnoho dalších zařízení řady Samsung Galaxy.

## Aplikace od Samsungu
- S Voice
- Samsung Health
- S Kalendář
- Story Album
- Samsung Gear
- Samsung Link
- Samsung Kick
- Samsung Level
- Samsung Smart Home
- Samsung Gear Fit Manager
- Samsung Smart Switch
- Modes Photo
- My Knox
- Galaxy View Remote
- Samsung Tectiles
- Chef Collection
- Galaxy S5 Experience
- Galaxy Note Experience
- Galaxy S6 | S6 edge Experience
- Galaxy S6 edge+ Experience
- Galaxy Note 5 Experience
- Gear S2 Experience
- S Překladač
- Video Editor
- Nombreux filtres
- SideSync
- Game Tuner
- Optical Reader
- Samsung ChatON
- Charm by Samsung
- Samsung Power Sleep
- Samsung Internet
- Family Square
- iWork Converter
- Organize+